# Mark Zegers
Mark Zegers (Rotterdam, 8 februari 1977) is een Nederlands voetballer die sinds 2010 als doelman speelt bij BVV Barendrecht.
Zegers begon zijn loopbaan in het seizoen 1995/96 bij SBV Excelsior in de Eerste divisie, waar hij vijf seizoenen onder contract stond. In het seizoen 2000/01 speelde hij één seizoen in de Eredivisie bij Fortuna Sittard, waarna hij weer in de eerste divisie ging spelen bij achtereenvolgens Helmond Sport, FC Emmen en FC Omniworld. Zegers keepte tot 2009 meer dan 230 wedstrijden in het betaald voetbal.
Vanaf juni 2009 kwam hij uit voor BVV Barendrecht, waarmee hij in mei 2010 kampioen werd van de Hoofdklasse A en zich daardoor plaatste voor de nieuw op te starten Topklasse Zaterdag. In december 2013 werd bekend dat Zegers aan het eind van het seizoen zou stoppen in verband met zijn andere werkzaamheden, en omdat hij merkte dat zijn lichaam minder snel herstelde na een wedstrijd of bij een blessure. Zegers is vijf seizoenen lang de 'nummer 1' van BVV Barendrecht geweest.
Hij speelde 18 wedstrijden voor Jong Oranje.

## Clubstatistieken
| Seizoen | Club            | Competitie     | Duels |
| ------- | --------------- | -------------- | ----- |
| 1995/96 | SBV Excelsior   | Eerste divisie | 11    |
| 1996/97 | SBV Excelsior   | Eerste divisie | 16    |
| 1997/98 | SBV Excelsior   | Eerste divisie | 1     |
| 1998/99 | SBV Excelsior   | Eerste divisie | 2     |
| 1999/00 | SBV Excelsior   | Eerste divisie | 0     |
| 2000/01 | Fortuna Sittard | Eredivisie     | 5     |
| 2001/02 | Helmond Sport   | Eerste divisie | 27    |
| 2002/03 | Helmond Sport   | Eerste divisie | 13    |
| 2003/04 | Helmond Sport   | Eerste divisie | 36    |
| 2004/05 | Helmond Sport   | Eerste divisie | 36    |
| 2005/06 | Helmond Sport   | Eerste divisie | 24    |
| 2006/07 | FC Emmen        | Eerste divisie | 3     |
| 2007/08 | FC Omniworld    | Eerste divisie | 36    |
| 2008/09 | FC Omniworld    | Eerste divisie | 37    |
| 2009/10 | BVV Barendrecht | Hoofdklasse    |       |
| 2010/11 | BVV Barendrecht | Topklasse      |       |
| 2011/12 | BVV Barendrecht | Topklasse      |       |
| 2012/13 | BVV Barendrecht | Topklasse      | 29    |
| 2013/14 | BVV Barendrecht | Topklasse      | 16    |